# 馮駿 (作家)
馮駿（1965年—），笔名京不特，丹麦籍中国作家，1986年上海师范大学数学系毕业。80年代中期发表长诗《第一个为什么》，1986-87年，因言论遭中国政府骚扰；1987年9月离开上海。1988年成为佛教沙弥。1989年，前往缅甸后进入泰国并居留于泰国。 1990年冬天到92年春天被老挝关押。后因联合国介入出狱赴丹麦。2000年入丹麦国籍，现从事哲学研究翻译工作。曾获2003年瑞典笔会图霍尔斯基奖。